# Салајка
Салајка (позната и као Славија) је градска четврт у Новом Саду.

## Границе насеља
Западну и јужну границу Салајке чини Кисачка улица, источну Темеринска улица, а северну канал Дунав—Тиса—Дунав. У административном смислу, насеље се налази у саставу месне заједнице „Салајка“, која поред Салајке обухвата Первазово насеље, Радну зону север 3 (која се сматра делом Подбаре) и западни део Радне зоне север 4, која се налази са друге стране канала Дунав—Тиса—Дунав.

## Суседна насеља
Суседне четврти су: Подбара (на истоку), Стари Град (на југоистоку), Роткварија (на југозападу), Банатић, Первазово Насеље и Индустријска Зона Југ (на западу) и Видовданско Насеље (на северу, преко канала).

## Становништво
Према подацима предузећа ЈКП Информатика Нови Сад, на подручју месне заједнице „Салајка“ живи 5.911 становника (2010. година).

## Историја
Салајка је једна од старијих градских четврти Новог Сада, некада изразито српски и паорски крај. Временом, насеље је променило свој карактер, тако да његови становници нису више ратари, повртари и сточари, већ занатлијско-трговачко, радничко и интелектуално градско становништво.
Име Салајке највероватније долази од имена некадашње угарске жупаније Зала или Сала (у суседству западне Славоније, преко Драве, на тлу данашње Мађарске), одакле се овамо доселио део Срба, којима је претило унијаћење. Срби су себе називали Залајци или Салајци, а временом су настали облици Салајка и Салајчани.
У Темеринској улици још у 19. веку била је велика пијаца, на којој се сем поврћа и воћа продавала и стока, живина, нудили се занатски производи, дрво и друго. На улазу у град код Салајке постојале су две капије, Кисачка и Темеринска, на којима се контролисао промет робе и људи и наплаћивала трошарина.
До 1918. године, Салајка се простирала до данашње Шајкашке улице, која се тада звала Шаначка. У међуратном периоду од Шулцовог млина до Канала парцелисано је земљиште за градњу кућа, па је ту настао нови део Салајке, под именом Шулцово насеље. Отваране су занатске радионице, а на левој страни Темеринске улице низале су се трговачке и услужне радње.
Салајчани су по природи били живахни и темпераментни, борбени и велики родољуби. Познато је да још у време Аустроугарске ниједан жандарм није се усуђивао да сам дође на Салајку, кад би избио неки инцидент. За време мађарске окупације (1941-1944), Салајчани су подржавали покрет отпора, многи млади људи су били чланови диверзантских и пропагандних група, хапшени и осуђивани на робију, а велики број их је страдао у затворима и логорима.
Кад је после рата донесен први урбанистички план града, требало је да се део Салајке расели, да би се на том простору направила индустријска зона. Отпор грађана је био тако велик, да је Градска скупштина 1986. године одустала од тог плана и индустријску зону сместила на други терен.
У периоду између 1980. и 1989. године, на Салајци се налазило седиште градске општине Славија, која је, поред Салајке, обухватала Первазово Насеље, део Роткварије, Подбару, Видовданско Насеље, Слану Бару, Клису, Депонију, Радну зону север 4, Шангај, подручја данашњих насеља Велики Рит, Мишин Салаш и Мали Београд, као и приградска насеља Каћ, Будисаву и Ковиљ.

## Образовање
Салајка је добила основну школу 1911. године. Школа је најпре била четворогодишња, затим шестогодишња, а од 1958. године осмогодишња, под именом „Вук Караџић“.
Од 1961. године, на Салајци постоји средња стручна школа, која се некада звала Хемијско-технолошка школа, а данас носи назив Техничка школа „Павле Савић“.

## Привреда
У Темеринској улици се налазе Темеринска пијаца и предузеће „Аутовојводина“, а уз Сентандрејски пут се налази супермаркет „Универекспорт“.

## Спорт
На Салајци се налази игралиште спортског друштва „Славија“, у оквиру којег делује фудбалски клуб Славија. Овде се још од 1926. године окупљала омладина и играла фудбал, а у новије време и рукомет и кошарку.

## Верски објекти
У насељу се налази верски објекат протестантске Христове духовне цркве. Службе у цркви се обављају на српском језику.

## Галерија
- Салајка, Карађорђева улица
- Салајка, Темеринска улица
- Салајка, улица Јована Цвијића
- Христова духовна црква на Салајци